# Kritischer Radius
Der kritische Radius ist die minimale Partikelgröße, ab der ein Aggregat thermodynamisch stabil ist. Mit anderen Worten ist es der kleinste Radius, der durch die Zusammengruppierung von Atomen oder Molekülen (in einer Gas-, Flüssigkeits- oder Feststoffmatrix) gebildet wird, bevor ein neuer Phaseneinschluss (eine Blase, ein Tropfen oder ein Feststoffpartikel) möglich ist und zu wachsen beginnt. Die Bildung solcher stabilen Kerne wird als Keimbildung bezeichnet.
Zu Beginn des Nukleationsprozesses befindet sich das System in einer Anfangsphase. Anschließend erfolgt die zufällige Bildung von Aggregaten oder Clustern im Nanometer-Bereich aus der neuen Phase. Sobald möglich, wird daraus der Nukleus gebildet. Die Bildung von Aggregaten ist unter bestimmten Bedingungen denkbar. Wenn diese Bedingungen nicht erfüllt sind, findet eine schnelle Bildung und Wiederauflösung von Aggregaten statt und der Nukleationsprozess und der nachfolgende Kristallwachstumsprozess finden nicht statt.
In Fällungsmodellen ist die Kristallisationskernbildung im Allgemeinen ein Vorprozess zu Modellen des Kristallwachstumsprozesses. Manchmal wird die Niederschlagsrate durch den Kernbildungsprozess begrenzt. Ein Beispiel wäre, wenn jemand eine Tasse überhitztes Wasser aus der Mikrowelle nimmt und es mit einem Löffel oder gegen die Tassenwand schüttelt. Dadurch wird heterogene Kristallisationskernbildung hervorgerufen und die meisten Wasserpartikel werden in Dampf umgewandelt.
Wenn durch die Phasenänderung ein kristalliner Feststoff in einer flüssigen Matrix entsteht, können die Atome einen Dendriten bilden. Das Kristallwachstum setzt sich in drei Dimensionen fort, wobei sich die Atome in bestimmten Richtungen bevorzugt anlagern. Normalerweise entlang der Achsen eines Kristalls, so entsteht die charakteristische baumartige Struktur eines Dendriten.

## Mathematische Herleitung

Änderung der freien Energie im Verhältnis zum Nanopartikelradius. Unterhalb des kritischen Radius sind die Cluster nicht groß genug, um den Nukleationsprozess zu starten. Die Änderung der Gibbs-freien Energie ist positiv und der Prozess verläuft nicht erfolgreich. Dieser kritische Radius entspricht der Mindestgröße, bei der ein Partikel in einer Lösung überleben kann, ohne wieder aufgelöst zu werden. Oberhalb des kritischen Radius bilden und wachsen die Partikel, da dies thermodynamisch günstig ist.

Der kritische Radius eines Systems kann aus seiner Gibbs-Energie bestimmt werden.
{\displaystyle \Delta G_{T}=\Delta G_{V}+\Delta G_{S}}
Sie besteht aus zwei Komponenten, der Volumenenergie {\displaystyle \Delta G_{V}} und der Oberflächenenergie{\displaystyle \Delta G_{S}}. Die erste beschreibt, wie wahrscheinlich ein Phasenübergang ist, und die zweite ist die Energiemenge, die zur Bildung einer Grenzfläche benötigt wird.
Der mathematische Ausdruck von {\displaystyle \Delta G_{V}} unter der Annahme kugelförmiger Partikel lautet:
{\displaystyle \Delta G_{V}={\frac {4}{3}}\pi r^{3}\Delta g_{v}}
wobei {\displaystyle \Delta g_{v}} die Gibbs-Freie-Energie pro Volumen ist und der Gleichung {\displaystyle -\infty <\Delta g_{v}<\infty } gehorcht. Sie ist definiert als die Energiedifferenz zwischen einem System bei einer bestimmten Temperatur und dem gleichen System bei der Schmelztemperatur und hängt von Druck, Teilchenzahl und Temperatur ab:{\displaystyle \Delta g_{v}(T,p,N)}. Bei einer niedrigen Temperatur, weit vom Schmelzpunkt entfernt, ist diese Energie groß (es ist schwieriger, die Phase zu ändern) und bei einer Temperatur nahe dem Schmelzpunkt ist sie klein (das System neigt dazu, seine Phase zu ändern).
Bezüglich {\displaystyle \Delta G_{S}} und unter Berücksichtigung kugelförmiger Partikel ergibt sich der mathematische Ausdruck wie folgt:
{\displaystyle \Delta G_{S}=4\pi r^{2}\gamma >0}
wobei {\displaystyle \gamma } die Oberflächenspannung ist, die wir brechen müssen, um einen Kern zu erzeugen. Der Wert von {\displaystyle \gamma } ist nie negativ, da immer Energie benötigt wird, um eine Grenzfläche zu erzeugen.
Die gesamte Gibbs-Energie beträgt daher:
{\displaystyle \Delta G_{T}=-{\frac {4\pi }{3}}r^{3}\Delta g_{v}+4\pi r^{2}\gamma }
Der kritische Radius {\displaystyle r_{c}} wird durch Optimierung ermittelt, indem die Ableitung von {\displaystyle \Delta G_{T}} gleich Null gesetzt wird.
{\displaystyle {\frac {d\Delta G_{T}}{dr}}=-4\pi r_{c}^{2}\Delta g_{v}+8\pi r_{c}\gamma =0}
woraus folgt
{\displaystyle r_{c}={\frac {2\gamma }{|\Delta g_{v}|}}},
wobei {\displaystyle \gamma } die Oberflächenspannung und {\displaystyle |\Delta g_{v}|} der absolute Wert der Gibbs-Energie pro Volumen ist.
Die Gibbs-Energie der Kernbildung wird durch Ersetzen des Ausdrucks für den kritischen Radius in der allgemeinen Formel ermittelt.
{\displaystyle \Delta G_{c}={\frac {16\pi \gamma ^{3}}{3(\Delta g_{v})^{2}}}}

## Interpretation
Wenn die Änderung der Gibbs-Freien Energie positiv ist, verläuft der Nukleationsprozess nicht erfolgreich. Der Nanopartikelradius ist klein, der Oberflächenterm überwiegt den Volumenterm {\displaystyle \Delta G_{S}>\Delta G_{V}}. Wenn die Änderungsrate dagegen negativ ist, ist der Prozess thermodynamisch stabil. Die Größe des Clusters übersteigt den kritischen Radius. In diesem Fall übertrifft der Volumenterm den Oberflächenterm{\displaystyle \Delta G_{S}<\Delta G_{V}}.
Aus der Formel des kritischen Radius lässt sich schließen, dass mit zunehmender Gibbs-Volumenenergie der kritische Radius abnimmt und es daher einfacher wird, Kristallisationskerne zu bilden und den Kristallisationsprozess einzuleiten.

## Methoden zur Reduzierung des kritischen Radius

### Unterkühlung
Um den Wert des kritischen Radius {\displaystyle r_{c}} zu verringern und die Keimbildung zu fördern, kann ein Unterkühlungs- oder Überhitzungsprozess eingesetzt werden.
Unterkühlung ist ein Phänomen, bei dem die Temperatur des Systems unter die Phasenübergangstemperatur sinkt, ohne dass eine neue Phase entsteht. Sei {\displaystyle \Delta T=T_{f}-T} die Temperaturdifferenz, wobei {\displaystyle T_{f}} die Phasenübergangstemperatur ist. Sei {\displaystyle \Delta g_{v}=\Delta h_{v}-T\Delta s_{v}} die Gibbs-Energie, Enthalpie und Entropie.
Wenn {\displaystyle T=T_{f}}, hat das System keine Gibbs-Energie, also:
{\displaystyle \Delta g_{f,v}=0\Leftrightarrow \Delta h_{f,v}=T_{f}\Delta s_{f,v}}
Im Allgemeinen können die folgenden Näherungen vorgenommen werden:
{\displaystyle \Delta h_{v}\rightarrow \Delta h_{f,v}} und {\displaystyle \Delta s_{v}\rightarrow \Delta s_{f,v}}
Folglich:
{\displaystyle \Delta g_{v}\simeq \Delta h_{f,v}-T\Delta s_{f,v}=\Delta h_{f,v}-{\frac {T\Delta h_{f,v}}{T_{f}}}=\Delta h_{f,v}{\frac {T_{f}-T}{T_{f}}}}
Also:
{\displaystyle \Delta g_{v}=\Delta h_{f,v}{\frac {\Delta T}{T_{f}}}}
Setzt man dieses Ergebnis in die Ausdrücke für {\displaystyle r_{c}} und {\displaystyle \Delta G_{c}} ein, erhält man die folgenden Gleichungen:
{\displaystyle r_{c}={\frac {2\gamma T_{f}}{\Delta h_{f,v}}}{\frac {1}{\Delta T}}}
{\displaystyle \Delta G_{c}={\frac {16\pi \gamma ^{3}T_{f}^{2}}{3(\Delta h_{f,v})^{2}}}{\frac {1}{(\Delta T)^{2}}}}
Beachten Sie, dass {\displaystyle r_{c}} und {\displaystyle \Delta G_{c}}mit zunehmender Unterkühlung abnehmen. Analog dazu kann eine mathematische Herleitung für die Überhitzung durchgeführt werden.

### Übersättigung
Übersättigung ist ein Phänomen, bei dem die Konzentration eines gelösten Stoffes den Wert der Gleichgewichtskonzentration überschreitet.
Aus der Definition des chemischen Potenzials
{\displaystyle \Delta \mu =-k_{\text{B}}T\ln \left({\frac {c_{0}}{c_{eq}}}\right)},
wobei {\displaystyle k_{\text{B}}} die Boltzmann-Konstante, {\displaystyle c_{0}} die Konzentration des gelösten Stoffes und {\displaystyle c_{eq}} die Gleichgewichtskonzentration ist. Für eine stöchiometrische Verbindung und unter Berücksichtigung von {\displaystyle \mu ={\frac {\partial G}{\partial N}}} und {\displaystyle N={\frac {V}{v_{a}}}}, wobei {\displaystyle v_{a}} das Atomvolumen ist:
{\displaystyle \Delta g_{v}={\frac {\Delta \mu }{v_{a}}}=-{\frac {k_{\text{B}}T}{v_{a}}}\ln \left({\frac {c_{0}}{c_{eq}}}\right).}
Definiert man die Übersättigung als
{\displaystyle S={\frac {c_{0}-c_{eq}}{c_{eq}}},}

Die blaue Linie stellt die Abhängigkeit im Fall einer Flüssigkeit dar, die grüne im Fall eines Feststoffes. Es ist zu beachten, dass bei steigender Konzentration des gelösten Stoffes ΔG_{v} zunimmt, wodurch ΔG_{c} und kritischer Radius abnehmen und somit die Stabilität des Systems zunimmt.

kann man dies wie folgt umschreiben:
{\displaystyle \Delta g_{v}=-{\frac {k_{\text{B}}T}{v_{a}}}\ln \left(1+S\right).}
Schließlich erhält man den kritischen Radius {\displaystyle r_{c}} und die Gibbs-Energie der Kernbildung {\displaystyle \Delta G_{c}} als
{\displaystyle r_{c}={\frac {2\gamma v_{a}}{k_{\text{B}}T\ln \left(1+S\right)}}},
{\displaystyle \Delta G_{c}={\frac {16\pi \gamma ^{3}V_{M}^{2}}{3(RT\ln \left(1+S\right))^{2}}},}
wobei {\displaystyle V_{M}} das Molare Volumen und {\displaystyle R} die molare Gaskonstante ist.

## Belege
- N. H. Fletcher, Size Effect in Heterogeneous Nucleation, J.Chem.Phys.29, 1958, 572.
- Nguyen T. K. Thanh,* N. Maclean, and S. Mahiddine, Mechanisms of Nucleation and Growth of Nanoparticles in Solution, Chem. Rev. 2014, 114, 15, 7610-7630.